# Kolíňany
Kolíňany es un municipio del distrito de Nitra en la región de Nitra, Eslovaquia, con una población estimada a final del año 2024 de 1558 habitantes.
Se encuentra ubicado en el centro-oeste de la región, en el valle del río Nitra (cuenca hidrográfica del Danubio) y cerca de la frontera con la región de Trnava.

## Demografía
| Año        | 1994 | 2004    | 2014    | 2024    |
| ---------- | ---- | ------- | ------- | ------- |
| Población  | 1408 | 1465    | 1606    | 1558    |
| Diferencia |      | +4,04 % | +9,62 % | −2,98 % |

| Año        | 2023 | 2024    |
| ---------- | ---- | ------- |
| Población  | 1555 | 1558    |
| Diferencia |      | +0,19 % |